# Glenelg (del av en befolkad plats)
Glenelg är en del av en befolkad plats i Australien. Den ligger i kommunen Adelaide och delstaten South Australia, nära delstatshuvudstaden Adelaide. Antalet invånare är 3 125.
Runt Glenelg är det tätbefolkat, med 591 invånare per kvadratkilometer.. Närmaste större samhälle är Adelaide, nära Glenelg.
Genomsnittlig årsnederbörd är 729 millimeter. Den regnigaste månaden är juni, med i genomsnitt 133 mm nederbörd, och den torraste är december, med 21 mm nederbörd.